# 22644 Matejbel
22644 Matejbel è un asteroide della fascia principale. Scoperto nel 1998, presenta un'orbita caratterizzata da un semiasse maggiore pari a 3,1346951 UA e da un'eccentricità di 0,1343840, inclinata di 10,17785° rispetto all'eclittica.
Prende il nome dall'uomo universale slovacco Matej Bel.